# Rolf Nesch
Rolf (Emil Rudolf) Nesch (né le 7 janvier 1893 à Esslingen am Neckar – mort le 27 octobre 1975 à Oslo) est un artiste expressionniste allemand qui s’est réfugié en Norvège après la prise de pouvoir par les nazis.

## À noter
En 1993 un musée Rolf Nesch a ouvert ses portes à Ål.